# Hrabstwo Randall

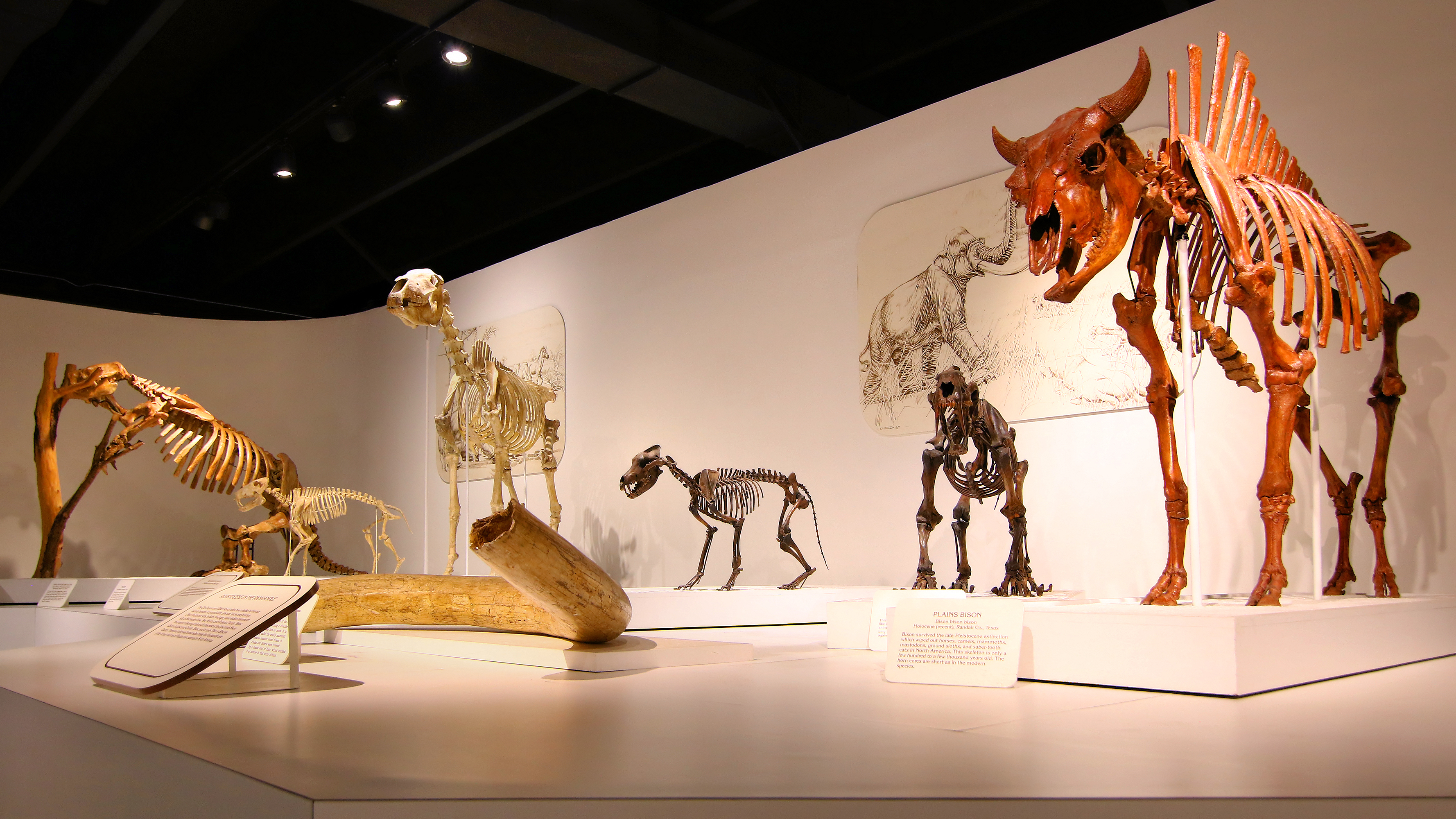
Skamieniałości z epoki plejstocenu w Muzeum Historycznym, w Canyon

Hrabstwo Randall – hrabstwo położone w USA, w stanie Teksas. Utworzone w 1876 r. Siedzibą hrabstwa jest miasto Canyon, a największym miastem (częściowo leżącym w hrabstwie) – Amarillo. W latach 2010–2020 populacja hrabstwa wzrosła o 16,6% do 140,8 tys. mieszkańców.

## Gospodarka
W 2017 roku hrabstwo Randall posiada ósme co do wielkości stada bydła w Teksasie (210,7 tys.). Inne znaczące zwierzęta hodowlane obejmowały konie (1,7 tys.) i kozy (2,4 tys.). Główne uprawy obejmują produkcję pszenicy, sorgo, produkcję siana, bawełnę i szkółkarstwo.
Szkolnictwo wyższe i turystyka miały duże znaczenie dla rozwoju hrabstwa. W hrabstwie Randall znajdują się West Texas A&M University, Muzeum Historyczne Panhandle–Plains i Park stanowy Kanionu Palo Duro.
Jest jednym z najbogatszych hrabstw regionu Panhandle. Średni dochód gospodarstwa domowego (dane z 2023) wynosi 80 905 dolarów, zaś dochód na mieszkańca 41 758 dolarów. 8,7% mieszkańców żyje poniżej relatywnej granicy ubóstwa.

## Sąsiednie hrabstwa
- Hrabstwo Potter (północ)
- Hrabstwo Oldham (północny zachód)
- Hrabstwo Armstrong (wschód)
- Hrabstwo Carson (północny wschód)
- Hrabstwo Swisher (południe)
- Hrabstwo Briscoe (południowy wschód)
- Hrabstwo Castro (południowy zachód)
- Hrabstwo Deaf Smith (zachód)

## Miasta
- Amarillo
- Canyon
- Happy

## Wioski
- Lake Tanglewood
- Palisades
- Timbercreek Canyon

## Demografia
Według danych z 2020 roku, 91,5% mieszkańców hrabstwa stanowiła ludność biała (70% nie licząc Latynosów), 3,5% to byli czarnoskórzy Amerykanie lub Afroamerykanie, 2,1% było rasy mieszanej, 1,8% miało pochodzenie azjatyckie i 1,0% to rdzenna ludność Ameryki. Latynosi stanowili 23,1% ludności hrabstwa.

## Religia
Większość mieszkańców to protestanci (w większości baptyści i ewangelikalni). W 2020 roku do mniejszych grup należeli: mormoni (1,8%), katolicy (1,3%), etiopscy prawosławni (0,6%), świadkowie Jehowy (0,5%) i muzułmanie (0,3%).